# Bathythrix decipiens
Bathythrix decipiens là một loài tò vò trong họ Ichneumonidae.